# Delrouval

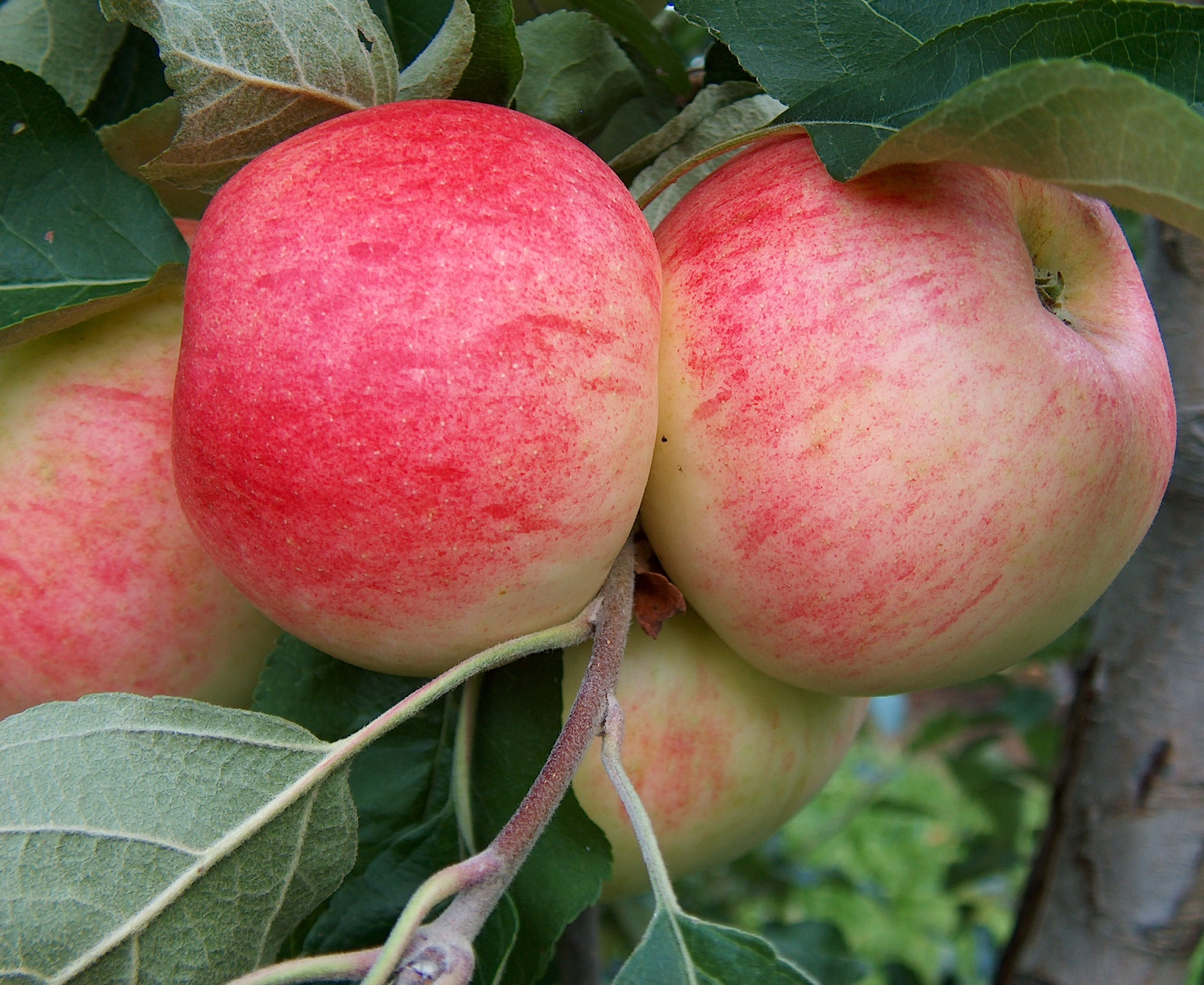
Pomme Delrouval.

Cybèle delrouval est un cultivar de pommier domestique.

## Origine
1995, Delbard, France.

## Description
- Calibre: petit à moyen
- Peau: lisse, rouge

## Pollinisation
Variété diploïde, autofertile
- Groupe de floraison: C[1].

## Culture
Variété appropriée à être conduite en cordons sur des fils ou contre un mur.

## Parenté
Le cultivar Delrouval résulte du croisement Delbarestivale × Akane.